# Huo Xiaoyu zhuan
Huo Xiaoyu zhuan (chinois 霍小玉傳), ou la Biographie de Petit-Jade Huo, est un chuanqi de Jiang Fang du début du IXe siècle.

## Résumé
L’amant de la courtisane Huo Xiaoyu, le poète Li Yi (748 - 829), abandonne celle-ci afin de contracter un bon mariage. Restée follement amoureuse de lui, elle ne peut plus recevoir de clients, tombe dans la misère. Elle meurt de désespoir, sous ses yeux, lors d’un banquet. Son fantôme apparaît au jeune homme. Mais lui, dans le même temps, devient rongé d’un mal incurable, une jalousie maladive. Il a épousé une jeune fille de bonne famille, qui obtient le divorce. Sa jalousie maniaque, sa folie, le poursuivent à travers plusieurs mariages.

## Commentaires
La nouvelle constitue le chapitre 487 du Taiping guangji.
Il n'est pas impossible que l'auteur de la Biographie de Petit-Jade Huo ait connu le poète Li Yi, qu'il met en scène dans sa nouvelle. Si la jalousie maladive de Li Yi est connue des biographies officielles, en revanche aucune ne mentionne l'existence de Petit-Jade Huo.
Le dramaturge Tang Xianzu (vers 1585-1637) a adapté le chuanqi de Jiang Fang dans deux pièces, Zixiao ji (L'Histoire de la flûte pourpre), remaniée par la suite sous le titre Zichai ji (L'Histoire de l'épingle de jade pourpre).

## Traductions
- La Fille du prince Huo, par Jiang Fang, dans Contes de la dynastie des Tang, Éditions en langues étrangères, Pékin, 1958.
- « L'amour trahi. Biographie de Petit-Jade Huo (Huo Xiaoyu zhuan de Jiang Fang) », dans Histoires d'amour et de mort de la Chine ancienne. Chefs-d'œuvre de la nouvelle (Dynastie des Tang. 618-907), trad. André Lévy, Aubier, 1992, rééd. GF-Flammarion, 1997.